# Contignastérol
Le contignastérol est un stérol tiré d'une espèce d'éponge de mer : Petrosia contignata. Cette molécule aurait été isolée à partir de cet animal pour la première fois au début des années 1990, mais sa structure absolue n'a été déterminée qu'en 2002,. Elle, et certains de ses dérivés, possèdent des caractéristiques qui pourraient s'avérer utiles en médecine.

## Effets
En 1994, une équipe de chercheurs a démontré que la molécule de contignastérol a des effets sur la libération d'histamine par les mastocytes chez le rat.
D'autres scientifiques ont mené une étude en 1995 permettant de supposer qu'un dérivé du contignastérol, qui porte le nom de IPL567-092, pourrait être utilisé en tant que médicament anti-asthme.